# Prueba Brown-Forsythe
En estadística, cuando un se realiza un análisis ANOVA de una vía, se supone que el grupo de varianzas son estadísticamente iguales. Si esta suposición no es válida, entonces la prueba F de Fisher resultante no es válida. La prueba de Brown-Forsythe es una prueba estadística para la igualdad de varianzas de grupo basado en la realización de un ANOVA en una transformación del variable de respuesta. La estadística de prueba de Brown-Forsythe es el estadístico F como resultado de un análisis de una vía ordinaria de la varianza de las desviaciones absolutas de la mediana.

## Transformación
La variable de respuesta transformada se construye para medir la dispersión en cada grupo. Sea
{\displaystyle z_{ij}=\left\vert y_{ij}-{\tilde {y}}_{j}\right\vert }
donde {\displaystyle {\tilde {y}}_{j}} es la mediana del grupo j.  El estadístico de la prueba de Brown-Forsythe es el estadístico modelo F de un ANOVA unidireccional sobre zij:
{\displaystyle F={\frac {(N-p)}{(p-1)}}{\frac {\sum _{j=1}^{p}n_{j}({\tilde {z}}_{\cdot j}-{\tilde {z}}_{\cdot \cdot })^{2}}{\sum _{j=1}^{p}\sum _{i=1}^{n_{j}}(z_{ij}-{\tilde {z}}_{\cdot j})^{2}}}}
donde p es el número de grupos, nj es el número de observaciones en el grupo j, y N es el número total de observaciones. También {\displaystyle {\tilde {z}}_{\cdot j}} son los grupos de medias de {\displaystyle z_{ij}} and {\displaystyle {\tilde {z}}_{\cdot \cdot }} es la media general de la {\displaystyle z_{ij}}.

## Comparación con la prueba de Levene
La prueba de Levene usa la media en lugar de la mediana. Aunque la elección óptima depende de la distribución subyacente, la definición basada en la mediana se recomienda como la opción que proporciona una buena robustez frente a muchos tipos de datos no normales, al tiempo que conserva una buena potencia estadística.  Si uno tiene conocimiento de la distribución subyacente de los datos, esto puede indicar el uso de una de las otras opciones. Brown y Forsythe realizaron estudios de Monte Carlo que indicaban que usar la media recortada funcionaba mejor cuando los datos subyacentes seguían una Distribución de Cauchy (una distribución de cola gruesa) y la mediana funcionaba mejor cuando los datos subyacentes seguían una distribución χ² con cuatro grados de libertad (una distribución bruscamente sesgada). Usar la media proporcionó la mejor potencia para distribuciones simétricas, de cola moderada.